# Fuligule à collier
Aythya collaris · Fuligule à bec cerclé
Espèce
Statut de conservation UICN

 LC  : Préoccupation mineure
Le Fuligule à collier (Aythya collaris), également appelé fuligule à bec cerclé,  morillon à bec cerclé ou morillon à collier, est une espèce de petits canards plongeurs de la famille des Anatidés. D'après Alan P. Peterson, c'est une espèce monotypique.

## Description
Le fuligule à collier a la tête et le cou noir avec des éclats de pourpre. Un collier châtaigne peu visible entoure le cou. Le dos et la partie supérieure de la poitrine sont noirs. La partie inférieure de la poitrine et l'abdomen sont blancs tandis que le spéculum est gris. Le bec est gris-bleu avec deux anneaux blancs et la pointe noire.
La femelle a la tête, le cou et les parties supérieures marron terne. Les parties inférieures et l'abdomen sont blancs tandis que le spéculum est noir. Les anneaux sur le bec sont moins visibles que chez le mâle.
Cet oiseau mesure environ 46 cm de longueur pour une envergure de 61 à 75 cm et un poids de 690 à 790 g.

## Alimentation
Ces oiseaux se nourrissent surtout en plongée. Ils mangent des plantes aquatiques et des mollusques, des insectes aquatiques et de petits poissons.

## Répartition
Le Fuligule à collier niche en Amérique du Nord et est occasionnel en Europe.

## Galerie

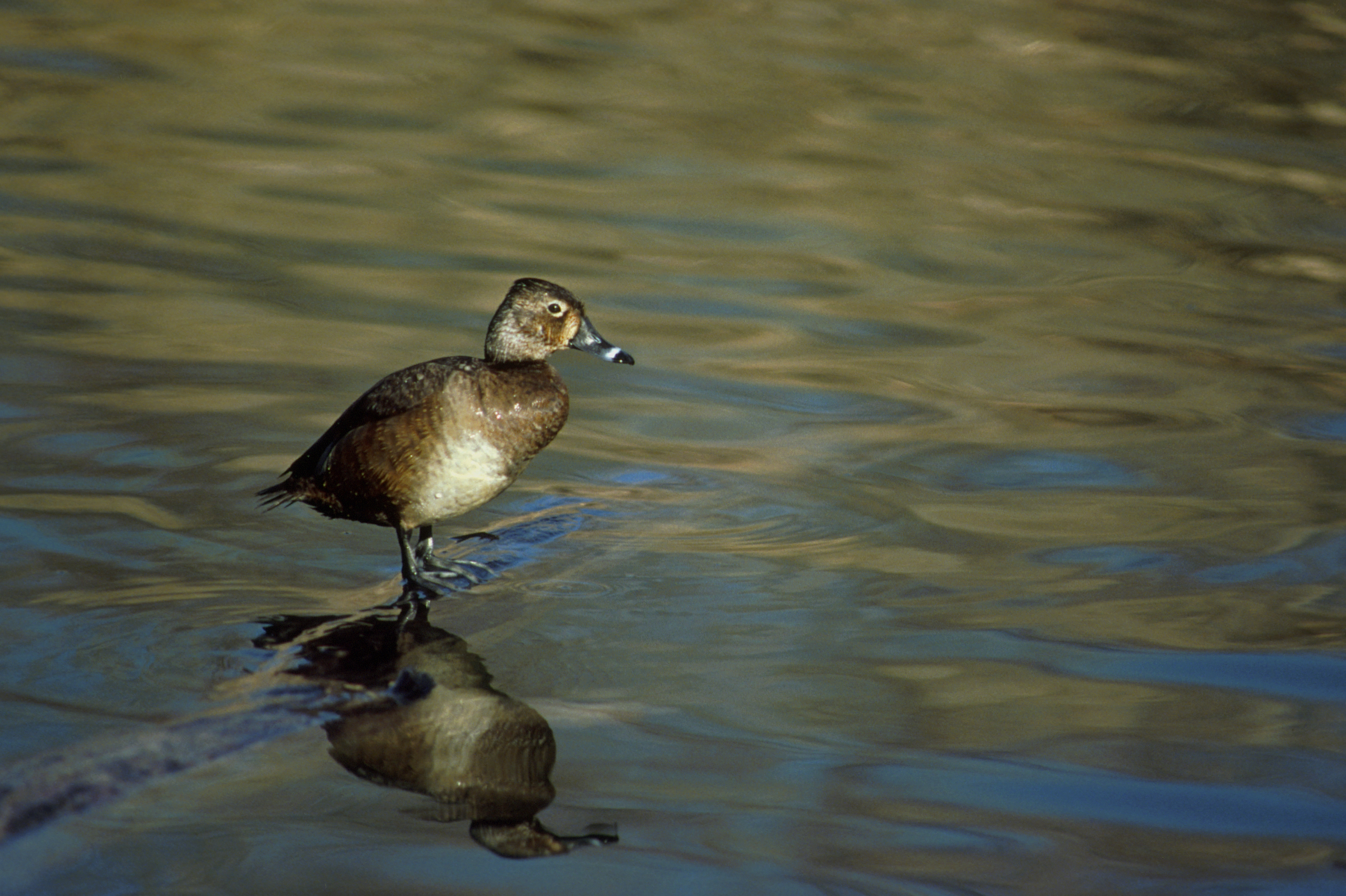
♀
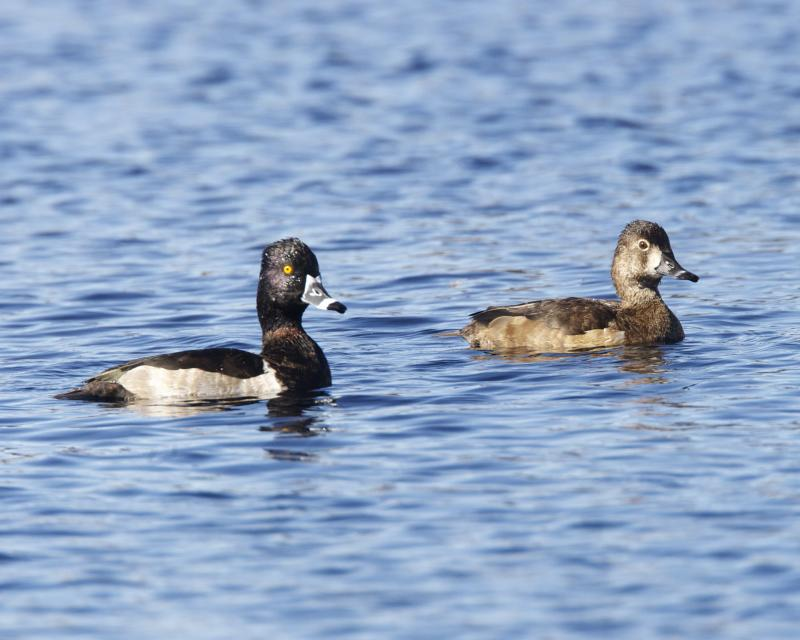
♂ ♀
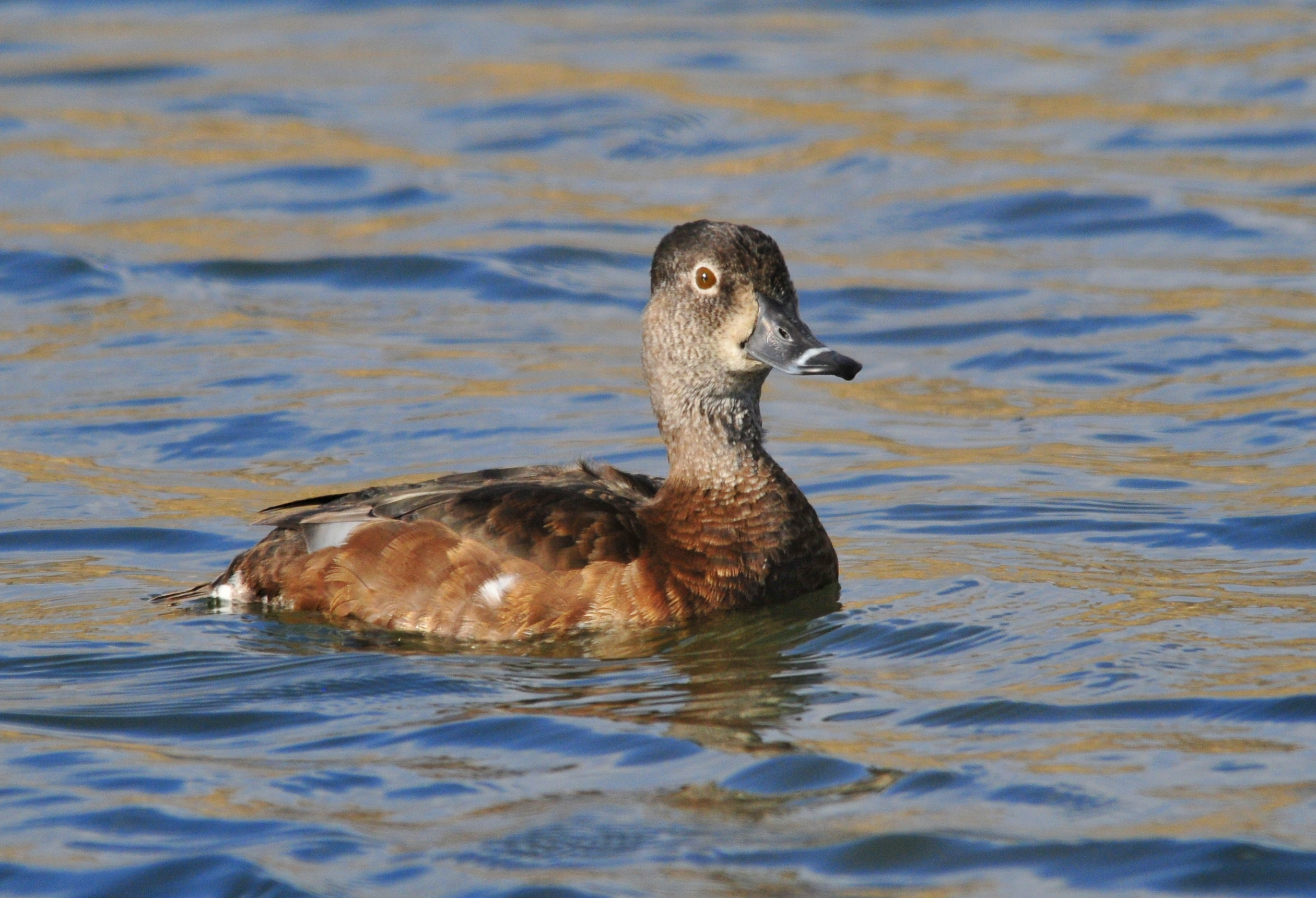
♀